# Vippjasmin
Vippjasmin (Jasminum polyanthum) är en art i familjen i syrenväxter från centrala och sydvästra Kina. Arten används inom parfymindustrin. Vippjasmin odlas som krukväxt i Sverige.

## Synonymer
- Jasminum blinii H. Lév.
- Jasminum delafieldii H. Lév.